# Davide Gabburo
Davide Gabburo (Bovolone, 1 de abril de 1993) es un ciclista italiano.

## Palmarés
2021
- Gran Premio de Alanya

2024
- 1 etapa del Tour de Estambul

## Resultados en Grandes Vueltas
| Carrera | Carrera         | 2018 | 2019 | 2020 | 2021  | 2022 | 2023 | 2024 |
| ------- | --------------- | ---- | ---- | ---- | ----- | ---- | ---- | ---- |
|         | Giro de Italia  | —    | —    | —    | 106.º | 53.º | 64.º | —    |
|         | Tour de Francia | —    | —    | —    | —     | —    | —    | —    |
|         | Vuelta a España | —    | —    | —    | —     | —    | —    | —    |

—: No participa

Ab.: Abandona

## Equipos
- Ceramica Flaminia-Fondriest (stagiaire) (2013)[1]
- Amore & Vita-Prodir (2018)
- Neri Sottoli-Selle Italia-KTM (2019)
- Androni Giocattoli-Sidermec (2020)
- Bardiani-CSF-Faizanè (2021-2024)
  - Bardiani-CSF-Faizanè (2021-2022)
  - Green Project-Bardiani CSF-Faizanè (2023)
  - VF Group Bardiani-CSF Faizanè (2024)